# 97E busz (Budapest)
A budapesti 97E jelzésű autóbusz az Örs vezér tere és az Erzsébet körút között közlekedik zónázó gyorsjáratként. A vonalat az ArrivaBus Kft. a Budapesti Közlekedési Zrt. üzemelteti. A Zrínyi utca és a Pesti út között körforgalmi járatként közlekedik.

## Története
A 2008-as paraméterkönyv bevezetésekor a 61E járat szerepét a 97E, 169E és a 261E együttesen, vette át. A 97E Rákoskert felé, a 169E Pécel felé közlekedik gyorsjáratként az Örs vezér teréről, átszállásmentes utazást biztosítva, egymáshoz hangolt menetrenddel. A 261E csak Rákoskeresztúr, városközpontig jár a reggeli csúcsidőben, a két gyorsjárat mellett.
2021. november 27-étől hétvégente és ünnepnapokon, valamint 2024. február 12-étől munkanapokon 20 óra után az autóbuszokra kizárólag az első ajtón lehet felszállni, ahol a járművezető ellenőrzi az utazási jogosultságot.
2022. december 22-től a 161E busz Rákoskeresztúr, városközpontból az Örs vezér tere felé induló reggeli sűrítő csonkameneteivel párhuzamosan ritkult a hozzá hangolt 97E busz reggeli és délutáni csúcsidei követése.

## Menetrend
A 97E busz munkanapon reggel és este 20, csúcsidőben 7-10, napközben 15 percenként közlekedik. Hétvégén reggel 30, napközben 15, este 20 percenként jár.

## Járművek
A vonalon munkanapon és szombaton Ikarus 280-as, Ikarus 435-ös és Volvo 7700A, vasárnap pedig Ikarus 260-as és Ikarus 412-es típusú buszok közlekedtek. A járműveket a BKV Zrt. cinkotai telephelye biztosította.
2013. június 1-jétől a VT-Arriva Mercedes Citaro C2 G típusú autóbuszai jelentek meg a vonalon, felváltva a Volvo 7700A buszokat, melyeket később visszacseréltek. A vonalon egy darab, a Volánbusz által üzemeltetett Volvo 7900A típusú busz is közlekedik, illetve a kora reggeli és az esti órákban a BKV Ikarus 280-as busza is megjelenhet, a nap többi szakaszában Ikarus 435-ösök teljesítik a magas padlós indulásokat. 2016-tól a VT-Arriva (2021-től ArrivaBus néven) Mercedes Conecto G tipusú autóbuszai jelentek meg a vonalon.

## Útvonala
| Rákoskert sugárút felé |
| Örs vezér tere M+H vá. – Fehér út – Gyógyszergyári utca – Keresztúri út – Felüljáró – Pesti út – Rákoskeresztúr, városközpont – Pesti út – Sáránd utca – Rákoskert sugárút mh. |
| Örs vezér tere felé |
| Rákoskert sugárút mh. – Zrínyi utca – Pesti út – Rákoskeresztúr, városközpont – Pesti út – Jászberényi út – Dreher Antal út – Élessarok – Fehér út – Örs vezér tere M+H vá.    |

## Megállóhelyei
| 0  | Örs vezér tere M+H végállomás | 70 | 10, 31, 32, 44, 45, 67, 85, 85E, 131, 144, 161, 161A, 161E, 168E, 169E, 174, 176E, 231, 244, 276E, 277 80, 81, 82, 82A 3, 62, 62A 410, 419, 430, 440, 441, 484, 485, 486, 505, 508, 509, 510 1040, 1049, 1070, 1075, 1077, 1078 | Metróállomás, Autóbusz-állomás, HÉV állomás, Volánbusz-állomás, Sugár üzletközpont, Árkád bevásárlóközpont |
| 14 | 513. utca                     | ∫  | 67, 161, 161A, 161E, 162, 169E, 195, 202E, 262 | |
| 15 | Borsó utca                    | 54 | 67, 161, 161A, 161E, 162, 169E, 195, 202E, 261E, 262 | Tesco áruház                                                                                               |
| 16 | Kis utca                      | 52 | 161, 161A, 161E, 162, 169E, 195, 198, 202E, 261E, 262 | |
| 18 | Bakancsos utca                | 50 | 46, 161, 161A, 161E, 162, 169E, 195, 202E, 262 | |
| 20 | Szent kereszt tér             | 49 | 46, 161, 161A, 161E, 162, 169E, 195, 198, 202E, 262 | |
| 22 | Rákoskeresztúr, városközpont  | 48 | 46, 98, 161, 161A, 161E, 162, 169E, 195, 198, 202E, 262 484, 485, 486, 504, 505, 506, 508, 509, 510 1070, 1075 | XVII. kerületi városközpont, Posta, Lakótelep                                                              |
| 23 | Mezőtárkány utca              | 46 | 161, 161E, 202E | |
| 24 | Oroszvár utca                 | 45 | 161, 161E, 202E | |
| 25 | Sági utca                     | 44 | 161, 161E, 202E | |
| 26 | Tápióbicske utca              | 43 | 161, 161E, 202E 504, 505, 506, 508, 509, 510 | |
| 27 | Kisvárda utca                 | 42 | 161, 161E, 202E | |
| 28 | Vecsey Ferenc utca            | 41 | 161, 161E, 202E | |
| 30 | Kucorgó tér                   | 40 | 161, 161E, 162, 197, 202E, 262 504, 505, 506, 508, 509, 510 | |
| 31 | Olcsva utca                   | ∫  | 162, 197, 262 | |
| ∫  | Rózsaszál utca                | 38 | 162, 197, 262 | |
| 32 | Nyomdok utca                  | ∫  | 162, 197, 262 | |
| ∫  | Schell Gyuláné tér            | 37 | 162, 197, 262 504, 505, 508 | |
| 33 | Nyomdász utca                 | ∫  | 162, 197, 262 | |
| 34 | Sáránd utca                   | ∫  | 162, 197, 262 | |
| 35 | Rákoskert sugárút             | ∫  | 162, 197, 262 | |
| 36 | Erzsébet körút                | 36 | 162, 197, 262 | |